# Puerto de Arinaga
El puerto de Arinaga es un puerto del municipio de Agüimes, en la isla de Gran Canaria (Canarias, España). Está ubicado en la costa sureste de la isla y a 18 millas al sur del puerto de Las Palmas.

## Historia
Se proyectó como un muelle para tráfico de pasajeros y para atender las necesidades de las empresas situadas en el polígono industrial de Arinaga, complementando la oferta del puerto de Las Palmas de cara al sector turístico del sur de la isla de Gran Canaria.Está preparado para un futuro tráfico de graneles y ro/ro.[cita requerida]
Antonio Morales, siendo alcalde de Agüimes, donde se ubica la infraestructura, afirmaba el 1 de marzo de 2010:

El ayuntamiento de Agüimes se pondrá a la cabeza de una denuncia pública y llevará a cabo las acciones judiciales precisas y se denunciaría ante Europa por la utilización fraudulenta del puerto de Arinaga, que tendrá que estar operativo en el año 2012.

En  2005 se hizo una prueba de atraque de un barco de transporte de pasajeros de la compañía Naviera Armas con invitados de honor como el presidente de la Autoridad Portuaria de Las Palmas, José Manuel Arnáiz y el presidente del Cabildo de Gran Canaria y actual exministro, José Manuel Soria. La idea fue descartada.
En abril de 2012 el Tribunal de Cuentas de la Unión Europea censuraba la inversión hecha por las administraciones en la ejecución de dicho puerto. Se había invertido un total de 23,5 millones de euros y se encontraba casi en desuso.
En 2012, el Tribunal informó de que una elevada proporción (82 %) de la financiación de la UE gastada en una muestra de 27 proyectos seleccionados aleatoriamente se había utilizado de forma ineficaz. En esta fiscalización, el Tribunal revaluó cinco puertos (Augusta, en Italia, y los puertos españoles de Arinaga, Campamento, Ferrol y Langosteira) que habían sido especialmente problemáticos en 2010, puesto que las construcciones no se habían utilizado y las infraestructuras financiadas por la estaban vacías o mal conectadas. Estos puertos habían recibido 329 millones de euros de financiación de la UE durante el período 2000-2006 para construir las infraestructuras.
El informe emitido en 2016 por el organismo público europeo dice:

Escasa rentabilidad de la financiación de la UE.

Revaluación de los resultados de los cinco puertos examinados en 2010: escasa rentabilidad, incluso cinco años después.

El puerto de Arinaga ha duplicado su actividad en los últimos años. Se ha usado para recibir las embarcaciones de los inmigrantes irregulares que llegan desde el continente africano y posteriormente se optó por el puerto de Arguineguín tras presiones políticas. 
Según Puertos de Las Palmas, el número de buques que operaron en el puerto también experimentó en 2019 un considerable aumento, llegando a alcanzar los 104 buques, frente a los 77 del año anterior, lo que significa un 35 % más que en 2018.
Al escaso uso por parte de buques se une la ocupación del suelo portuario en 2021 por actividades de bajo valor, con gran ocupación de superficie como chatarra o almacenes de graneles. 